# Ché Nunnely
Ché Nunnely (* 4. Februar 1999 in Almere) ist ein niederländischer Fußballspieler surinamischer Abstammung, der zuletzt beim Erstligisten SC Heerenveen unter Vertrag stand. Der Flügelspieler ist ehemaliger niederländischer Juniorennationalspieler.

## Karriere

### Verein
Nunnely, dessen Wurzeln in Suriname liegen, begann mit dem Fußballspielen bei Almere City in seiner Heimatstadt und kam über den Umweg FC Utrecht im Jahr 2012 in die Nachwuchsabteilung von Ajax Amsterdam. Nachdem er für die U19-Mannschaft ansprechende Leistungen gezeigt hatte, debütierte er am 13. Januar 2017 (20. Spieltag) beim 0:0-Unentschieden gegen den FC Emmen für die Reservemannschaft in der Keuken Kampioen Divisie. In der nächsten Saison 2017/18 gelang ihm der Durchbruch in die Startformation. Am 27. November (15. Spieltag) traf er beim 3:0-Heimsieg gegen den FC Dordrecht erstmals für Jong Ajax. In dieser Spielzeit traf er in 24 Ligaspielen sechs Mal und bereitete fünf weitere Tore vor und trug damit wesentlich zum Meistertitel der Reserve bei. Die nächste Saison 2018/19 verlief für den Flügelspieler enttäuschend. Er schaffte es weder sich in die erste Mannschaft zu spielen, noch seinen Stammplatz in der Reservemannschaft zu halten und kam lediglich zu 17 Ligaspielen, in denen er viermal traf.
Am 19. Juni 2019 unterzeichnete Nunnely einen Dreijahresvertrag beim Erstligisten Willem II Tilburg. Sein erstes Spiel bestritt er am 2. August (1. Spieltag) beim 3:1-Auswärtssieg gegen PEC Zwolle. Am 10. November (13. Spieltag) erzielte er im Heimspiel gegen die PSV Eindhoven seine ersten beiden Saisontore und beförderte seine Mannschaft durch diese zum 2:1-Sieg. In dieser Saison 2019/20 gelangen ihm in 25 Ligaspielen vier Tore und sechs Vorlagen. Mitte 2022 endete der Vertrag bei Willem II. Danach war Nunnely vereinslos, bis er im Januar 2023 einen Vertrag beim SC Heerenveen unterzeichnete.
Nunnelys Vertrag in Heerenveen wurde nicht über den 30. Juni 2025 hinaus verlängert. Anfang Juli 2025 nahm er kurzzeitig am Training von Heracles Almelo teil, verließ den Klub jedoch nach wenigen Tagen mit Verweis auf eine konkrete Wechselmöglichkeit ins Ausland.

### Nationalmannschaft
Nunnely war für sechs verschiedene niederländische Jugendauswahlen im Einsatz, beginnend mit der U15. Mit der U17 nahm er an der U17-Europameisterschaft 2016 in Aserbaidschan teil, wo man im Halbfinale gegen den späteren Sieger Portugal ausschied. Ein Jahr später wiederholte sich dies bei der U19-Europameisterschaft 2017 in Georgien. Man scheiterte erneut im Halbfinale an der Portugiesischen Auswahl, auch wenn diese das Turnier dann nicht gewinnen konnte.

## Erfolge
Jong Ajax
- Eerste Divisie: 2017/18